# Bitwa pod Granville
Oblężenie Granville – starcie zbrojne, które miało miejsce 14 listopada 1793 roku w miejscowości Granville, we francuskim departamencie Manche. Republikański garnizon – w sile 5 tysięcy ludzi – bronił miasta przed siłami powstańców wandejskich. Atak Wandejczyków zakończył się niepowodzeniem. Bitwa była jednym z wydarzeń operacji wojskowej Virée de Galerne, która stanowiła epizod wojny w Wandei.

## Przebieg bitwy
W obozie rojalistów (powstańców wandejskich) rozeszły się pogłoski, że jeśli uda im się zdobyć jakiś port, to z pomocą dla powstania przypłyną Anglicy. Pierwotnie stawiano na zdobycie Saint-Malo, jednak ostatecznie wybrano propozycję ataku na słabiej broniony port w Granville. W dniu 14 listopada siły wandejskie dotarły w okolice miasta. Rojaliści nie mieli jednak machin oblężniczych, a spodziewane posiłki angielskie nie zjawiły się. Mimo wszystko Wandejczycy przystąpili do ataku. Udało im się zająć przedmieścia Granville, jednak ich pochód zatrzymał się, gdy wybuchł pożar, który strawił przedmieścia. Wandejczycy przeszli przez wybrzeże i zaczęli się wspinać po skałach położonych u stóp murów obronnych. Wtedy w ich szeregach rozbrzmiały okrzyki: „Zdrada!” Okrzyki prawdopodobnie wznosili republikańscy szpiedzy, w celu wywołania zamieszania. W szeregach rojalistów zapanowała panika. Jako że wielu żołnierzy wycofało się w popłochu, atak nie powiódł się.
Wobec braku kontaktu z oddziałami angielskimi (które w rzeczywistości znajdowały się dość blisko, na wyspie Jersey) La Rochejaquelein postanowił zrezygnować z oblężenia.

## Skutki
Zwycięstwo miało decydujące znaczenie dla Republikanów. Udało się bowiem zapobiec połączeniu oddziałów Wandejczyków i Szuanów z jednej strony, z siłami angielskimi – z drugiej strony. Poskromieni Wandejczycy ponownie wycofali się podczas próby przekroczenia Loary. Udało im się stoczyć jeszcze kilka bitew w trakcie całej kampanii.